# Nick DeSimone
Nicholas "Nick" DeSimone, född 21 november 1994, är en amerikansk professionell ishockeyback som är kontrakterad till Calgary Flames i National Hockey League (NHL) och spelar för Calgary Wranglers i American Hockey League (AHL).
Han har tidigare spelat för San Jose Barracuda, Rochester Americans och Stockton Heat i AHL och Union Dutchmen i National Collegiate Athletic Association (NCAA).
DeSimone blev aldrig NHL-draftad.
Han är yngre bror till Philip DeSimone.

## Statistik
| Källa: Uppdaterad: 2022-11-08 | Källa: Uppdaterad: 2022-11-08 | Källa: Uppdaterad: 2022-11-08 |                           | Grundserie                | Grundserie                | Grundserie                | Grundserie                | Grundserie                |                           | Slutspel                  | Slutspel                  | Slutspel                  | Slutspel                  | Slutspel |
| Säsong                        | Lag                           | Liga                          | Matcher                   | Mål                       | Assists                   | Poäng                     | Utv                       | Matcher                   | Mål                       | Assists                   | Poäng                     | Utv                       |                           |          |
| ----------------------------- | ----------------------------- | ----------------------------- | ------------------------- | ------------------------- | ------------------------- | ------------------------- | ------------------------- | ------------------------- | ------------------------- | ------------------------- | ------------------------- | ------------------------- | ------------------------- | -------- |
| 2011–2012                     | Oakland Jr. Grizzlies U18     | T1EHL                         | Statistik ej tillgänglig. | Statistik ej tillgänglig. | Statistik ej tillgänglig. | Statistik ej tillgänglig. | Statistik ej tillgänglig. | Statistik ej tillgänglig. | Statistik ej tillgänglig. | Statistik ej tillgänglig. | Statistik ej tillgänglig. | Statistik ej tillgänglig. | Statistik ej tillgänglig. |          |
| 2012–2013                     | Connecticut Oilers            | EJHL                          | 37                        | 5                         | 10                        | 15                        | 24                        | 2                         | 1                         | 0                         | 1                         | 2                         |                           |          |
| 2013–2014                     | Buffalo Jr. Sabres            | OJHL                          | 52                        | 13                        | 38                        | 51                        | 30                        | 11                        | 4                         | 2                         | 6                         | 8                         |                           |          |
| 2014–2015                     | Union Dutchmen                | NCAA                          | 35                        | 2                         | 9                         | 11                        | 10                        | —                         | —                         | —                         | —                         | —                         |                           |          |
| 2015–2016                     | Union Dutchmen                | NCAA                          | 36                        | 4                         | 14                        | 18                        | 16                        | —                         | —                         | —                         | —                         | —                         |                           |          |
| 2016–2017                     | Union Dutchmen                | NCAA                          | 38                        | 9                         | 10                        | 19                        | 16                        | —                         | —                         | —                         | —                         | —                         |                           |          |
|                               | San Jose Barracuda            | AHL                           | 4                         | 1                         | 0                         | 1                         | 0                         | 13                        | 1                         | 5                         | 6                         | 0                         |                           |          |
| 2017–2018                     | San Jose Barracuda            | AHL                           | 59                        | 6                         | 14                        | 20                        | 8                         | 4                         | 0                         | 1                         | 1                         | 2                         |                           |          |
| 2018–2019                     | San Jose Barracuda            | AHL                           | 65                        | 14                        | 32                        | 46                        | 30                        | 4                         | 1                         | 1                         | 2                         | 2                         |                           |          |
| 2019–2020                     | San Jose Barracuda            | AHL                           | 48                        | 5                         | 14                        | 19                        | 21                        | —                         | —                         | —                         | —                         | —                         |                           |          |
| 2020–2021                     | San Jose Barracuda            | AHL                           | 14                        | 0                         | 5                         | 5                         | 2                         | —                         | —                         | —                         | —                         | —                         |                           |          |
|                               | Rochester Americans           | AHL                           | 8                         | 0                         | 6                         | 6                         | 2                         | —                         | —                         | —                         | —                         | —                         |                           |          |
| 2021–2022                     | Stockton Heat                 | AHL                           | 68                        | 4                         | 21                        | 25                        | 28                        | 13                        | 2                         | 3                         | 5                         | 4                         |                           |          |
| 2022–2023                     | Calgary Flames                | NHL                           | 1                         | 0                         | 0                         | 0                         | 0                         | —                         | —                         | —                         | —                         | —                         |                           |          |
|                               | Calgary Wranglers             | AHL                           | 8                         | 1                         | 5                         | 6                         | 12                        | —                         | —                         | —                         | —                         | —                         |                           |          |
| NHL totalt                    | NHL totalt                    | NHL totalt                    | 1                         | 0                         | 0                         | 0                         | 0                         | —                         | —                         | —                         | —                         | —                         |                           |          |
| AHL totalt                    | AHL totalt                    | AHL totalt                    | 274                       | 31                        | 97                        | 128                       | 103                       | 34                        | 4                         | 10                        | 14                        | 8                         |                           |          |
| NCAA totalt                   | NCAA totalt                   | NCAA totalt                   | 109                       | 15                        | 33                        | 48                        | 42                        | —                         | —                         | —                         | —                         | —                         |                           |          |